# Equmeniakyrkan, Hjo
Equmeniakyrkan i Hjo är en kyrkobyggnad i Hjo, som tillhör Equmeniakyrkan.
Kyrkan byggdes ursprungligen 1885 som Betelkapellet, och benämndes senare Hjo Missionskyrka. Kyrkan är byggd i en amerikanskt inspirerad frikyrkoarkitektur. Ursprungligen fanns också ett torn över gatufasaden, vilket revs 1904. Byggnaden har en grund av natursten och en stomme av tegel, som är utvändigt slätputsad. Den innehöll ursprungligen en större sal med 300 platser, en mindre sal samt bostad för vaktmästaren.
Kyrkan byggdes efter det att en grupp 1882 brutit sig ur den tidigare missionsförsamlingen och bildat den nya församlingen "Hjo Kristna Brödraförening", senare ändrat till "Hjo Missionsförsamling". Kyrkan byggdes på tomten bredvid det ursprungliga Lutherska missionshuset. År 1918 gjordes därför en tillbyggnad, varvid kyrksalen förlängdes, fondpartiet förnyades och antalet platser ökades till cirka 500. Namnet ändrades till Missionskyrkan. År 1952 inköptes grannfastigheten Duvan 2. En tidigare banklokal inreddes till ungdomshem och 1958 byggdes detta hus samman med missionskyrkan. 